# Oscar Guest
Oscar Montague Guest (24 août 1888 - 8 mai 1958)  est un homme politique du Royaume-Uni, d'abord avec le Parti libéral et plus tard conservateur. Il est élu deux fois en tant que député.

## Famille
Il est le plus jeune des neuf enfants d'Ivor Guest (1er baron Wimborne) (1835-1914) et de son épouse Lady Cornelia Henrietta Maria Spencer-Churchill (1847-1927), fille de John Spencer-Churchill (7e duc de Marlborough), tante de Sir Winston Churchill . La famille Guest est composée de riches industriels propriétaires de la société de fabrication de fixations Guest, Keen et Nettlefolds (maintenant connue sous le nom de GKN). Trois des frères d'Oscar (Henry Guest, Ivor et Freddie) sont également députés, tout comme leur grand-père John. Il épouse Kathleen Paterson (née en 1903), et ils ont quatre enfants : deux fils et deux filles, Bertie (1925), Patrick (1927), Cornelia (1928) et Revel (1931).

## Carrière politique
Oscar est élu aux élections générales de 1918 en tant que député du Parti libéral de Loughborough dans le Leicestershire, mais ne se représente pas aux élections générales de 1922 .
Il ne se représente au Parlement qu'aux élections générales de 1935, lorsqu'il est élu député conservateur de la circonscription de Camberwell North West dans le sud de Londres. Aux élections générales de 1945, il ne se présente pas pour le siège de Camberwell (qui est remporté par le candidat du Parti travailliste), mais se présente dans la circonscription de Breconshire et Radnorshire, où son neveu Ivor a été député dans les années 1930. Oscar y est battu, ironiquement par une marge beaucoup plus large que la majorité travailliste de Camberwell North West .